# بوثيت
بوثيت هو معدن نادر من معادن الكبريتات لفلز النحاس، ولوحدته البلورية الصيغة الكيميائية Cu[SO4]·7H2O. يوجد المعدن على هيئة بلورات حبيبية أو ليفية زرقاء، وتتبلور وفق نظام بلوري أحادي الميل.
اكتشف هذا المعدن في ولاية كاليفورنيا الأمريكية، ووصف بشكل مفصل سنة 1903، وتنسب التسمية إلى الكيميائي إدوارد بوث  Edward Booth.